# Vincent Schiavelli
Vincent Andrew Schiavelli (ur. 10 listopada 1948 w Nowym Jorku, zm. 26 grudnia 2005 w Polizzi Generosa, Sycylia) – amerykański aktor charakterystyczny, znany z drugoplanowych ról filmowych i telewizyjnych.
Zmarł w 2005 roku w wieku 57 lat na raka płuc.

## Wybrana filmografia
- Odlot (1971, Taking Off, reż. Miloš Forman)
- Lot nad kukułczym gniazdem (1975, One Flew Over The Cuckoo's Nest, reż. Miloš Forman)
- Amadeusz (1984, Amadeus, reż. Miloš Forman)
- Uwierz w ducha (1990, Ghost, reż. Jerry Zucker)
- Powrót Batmana (1992, Batman Returns, reż. Tim Burton)
- Chłopiec do bicia (1994, The Whipping Boy, reż. Sydney Macartney)
- Skandalista Larry Flynt (1996, The People vs. Larry Flynt, reż. Miloš Forman)
- Królewna Śnieżka (2001, Snow White, reż. Caroline Thompson) jako Środa, krasnal żółty
- Z Archiwum X (serial TV, X Files)